# Mistrzostwa Rumunii w Lekkoatletyce 2010
Mistrzostwa Rumunii w Lekkoatletyce 2010 – zawody lekkoatletyczne, które odbyły się w Bukareszcie 16 i 17 lipca.

## Rezultaty

### Mężczyźni
| Konkurencja:                  | 1. miejsce           | Rezultat |
| Bieg na 100 m                 | Catalin Cîmpeanu     | 10,47    |
| Bieg na 200 m                 | Vasile Boboș         | 21,16    |
| Bieg na 400 m                 | Catalin Cîmpeanu     | 46,72    |
| Bieg na 800 m                 | Cristian Vorovenci   | 1:48,19  |
| Bieg na 1500 m                | Cristian Vorovenci   | 3:48,27  |
| Bieg na 5000 m                | Marius Ionescu       | 14:25,99 |
| Bieg na 10000 m               | Cristinel Irimia     | 31:43,48 |
| Bieg na 110 m przez płotki    | Alexandru Mihăilescu | 13,79    |
| Bieg na 400 m przez płotki    | Attila Nagy          | 50,79    |
| Bieg na 3000 m z przeszkodami | Alexandru Ghinea     | 8:48,44  |
| Skok wzwyż                    | Mihai Donișan        | 2,25     |
| Skok o tyczce                 | Bogdan Popa          | 4,80     |
| Skok w dal                    | Adrian Vasile        | 7,84     |
| Trójskok                      | Alin Anghel          | 16,24    |
| Pchnięcie kulą                | Laurențiu Popa       | 19,02    |
| Rzut dyskiem                  | Sergiu Ursu          | 64,26    |
| Rzut młotem                   | Cosmin Sorescu       | 68,36    |
| Rzut oszczepem                | Levente Bartha       | 76,94    |

### Kobiety
| Konkurencja:                  | 1. miejsce             | Rezultat |
| Bieg na 100 m                 | Andreea Ogrăzeanu      | 11,46    |
| Bieg na 200 m                 | Andriána Férra         | 23,58    |
| Bieg na 400 m                 | Anamaria Ioniță        | 53,64    |
| Bieg na 800 m                 | Eléni Filándra         | 2:03,42  |
| Bieg na 1500 m                | Liliana Popescu        | 4:10,98  |
| Bieg na 5000 m                | Roxana Bârcă           | 15:59,21 |
| Bieg na 10000 m               | Daniela Cîrlan         | 35:20,41 |
| Bieg na 100 m przez płotki    | Anamaria Ioniță        | 14,02    |
| Bieg na 400 m przez płotki    | Angela Moroșanu        | 57,30    |
| Bieg na 3000 m z przeszkodami | Ancuța Bobocel         | 10:04,63 |
| Skok wzwyż                    | Georgiana Zărcan       | 1,89     |
| Skok o tyczce                 | Meda Vlad              | 3,30     |
| Skok w dal                    | Cornelia Deiac         | 6,70     |
| Trójskok                      | Adelina Gavrilă        | 14,41    |
| Pchnięcie kulą                | Simona Neață           | 15,18    |
| Rzut dyskiem                  | Nicoleta Grasu         | 63,37    |
| Rzut młotem                   | Bianca Perie           | 73,52    |
| Rzut oszczepem                | Felicia Țilea-Moldovan | 58,03    |

## Chód na 20 km
Mistrzostwa Rumunii w chodzie na 20 kilometrów rozegrano dwukrotnie – 20 marca w Reșița oraz 26 czerwca w Bukareszcie.

### Mężczyźni
| Konkurencja:              | 1. miejsce      | Rezultat |
| Chód na 20 km (Reșița)    | Dragoș Neacșu   | 1:24:47  |
| Chód na 20 km (Bukareszt) | Silviu Casandra | 1:25:22  |

### Kobiety
| Konkurencja:              | 1. miejsce        | Rezultat |
| Chód na 20 km (Reșița)    | Anamaria Greceanu | 1:37:25  |
| Chód na 20 km (Bukareszt) | Ana Maria Groza   | 1:35:15  |

## Wieloboje
Mistrzostwa Rumunii w wielobojach rozegrano 22 i 23 lipca w Bukareszcie.

### Mężczyźni
| Konkurencja:  | 1. miejsce  | Rezultat  |
| Dziesięciobój | Bogdan Popa | 7016 pkt. |

### Kobiety
| Konkurencja: | 1. miejsce  | Rezultat  |
| Siedmiobój   | Judith Nagy | 5379 pkt. |

## Półmaraton
Mistrzostwa Rumunii w półmaratonie rozegrano 4 września w Slănic.

### Mężczyźni
| Konkurencja: | 1. miejsce       | Rezultat |
| Półmaraton   | Cristinel Irimia | 1:06:16  |

### Kobiety
| Konkurencja: | 1. miejsce    | Rezultat |
| Półmaraton   | Paula Todoran | 1:14:30  |

## Chód na 50 km
Mistrzostwa Rumunii w chodzie na 50 kilometrów rozegrano 18 września w Bukareszcie.

### Mężczyźni
| Konkurencja:  | 1. miejsce      | Rezultat |
| Chód na 50 km | Silviu Casandra | 4:14:14  |

## Biegi przełajowe
Mistrzostwa Rumunii w biegach przełajowych rozegrano 30 października w Băile Felix.

### Mężczyźni
| Konkurencja:  | 1. miejsce     |
| Bieg na 10 km | Marius Ionescu |

### Kobiety
| Konkurencja: | 1. miejsce     |
| Bieg na 8 km | Ancuța Bobocel |